# Colli di San Fermo
Colli di San Fermo [ˈkɔlːi disaɱˈfermo] o semplicemente San Fermo (San Fìrem [saɱˈfiɾɛm] in dialetto bergamasco) è una delle due frazioni (l'altra è San Antonio) del comune di Grone in provincia di Bergamo.
Percorrendo la Val Cavallina pochi chilometri dopo Trescore Balneario dopo aver superato Grone si giunge ai Colli di San Fermo, piccola frazione arroccata sulle montagne orobiche in una posizione geografica strategica tra la Val Cavallina e il Lago d'Iseo.

## Crescita urbanistica
I Colli di San Fermo dagli anni ottanta del XX secolo ad oggi hanno conosciuto, sotto l'egida del comune di Grone e quello di Adrara San Martino, una crescita urbanistica notevole mantenendo però sempre la propria connotazione di paese di montagna.

## Clima e strutture ricettive
Situato a 1175 metri sul livello del mare, ha un clima caratterizzato da estati miti e inverni rigidi; negli ultimi anni si è dotato di strutture ricettive necessarie per accogliere al meglio i numerosi turisti presenti.

## Geografia della località
Svoltata l'ultima curva della salita che da Grone porta ai colli, ad accogliere i visitatori si erge la chiesetta consacrata ai Santi Fermo e Rustico, totalmente ristrutturata nell'ultimo decennio. Il sagrato non presente è sostituito da un prato dove durante i mesi estivi viene celebrata la messa.
Proseguendo pochi metri si arriva ad uno spiazzo, detto Il Valico, su cui viene allestito il mercato, domenicale, dove si trovano in vendita i prodotti tipici del luogo.
La salita continua fino ad arrivare al piazzale Virgo Fidelis intitolato alla Vergine protettrice dell'Arma dei Carabinieri (con cappella a forma del copricapo dell'Arma dedicata alla Vergine) ed è qui che si trova il "laghetto", piccolo lago utilizzato anni fa come semplice luogo per far abbeverare gli animali, che a seguito di opera di bonifica e riqualificazione dell'intero piazzale è oggi luogo di svago, e dove è possibile poter pescare in estate.

## Sport
Nel 1983 la località è stata sede di arrivo della 17ª tappa del Giro d'Italia.
Tappe del Giro d'Italia con arrivo a Colli di San Fermo
| Anno | Tappa | Partenza | km | Vincitore di tappa       | Maglia rosa      |
| ---- | ----- | -------- | -- | ------------------------ | ---------------- |
| 1983 | 17ª   | Bergamo  | 91 | Alberto Fernández Blanco | Giuseppe Saronni |